# Мазраее-Тахкікаті-Тутун
Мазраее-Тахкікаті-Тутун (перс. مزرعه‌تحقیقاتی‌توتون) — село в Ірані, входить до складу дехестану Південний Назлуй у Центральному бахші шахрестану Урмія провінції Західний Азербайджан.